# Мохамед Аззауї
Мохамед Аззауї (араб. محمد عزاوي; 1 грудня 1975, Мостаганем) — алжирський професійний боксер, чемпіон Всеафриканських ігор.

## Аматорська кар'єра
1998 року Мохамед Аззауї став чемпіоном Африки в категорії понад 91 кг.
1999 року в Йоганнесбурзі, здобувши усього дві перемоги через те, що в його категорії були заявлені лише п'ять боксерів, став чемпіоном Всеафриканських ігор в категорії до 91 кг.
На Олімпійських іграх 2000 програв у першому бою Джексону Шане (Франція) — RSC.

## Професіональна кар'єра
2001 року дебютував на професійному рингу у першій важкій вазі. Мав тривалу кар'єру, боксуючи на рингах Європи, Австралії та Нової Зеландії. Був володарем титулів чемпіона Азійсько-Тихоокеанського регіону за версіями PABA, WBA, IBF, WBF.
Не маючи поразок, 3 листопада 2007 року Мохамед Аззауї вийшов на бій за титул чемпіона світу за версією WBO у першій важкій вазі проти британця Енцо Макарінеллі і програв технічним нокаутом.